# Fabian Giefer
Fabian Giefer (* 17. Mai 1990 in Adenau) ist ein ehemaliger deutscher Fußballtorwart, der 22 Länderspiele für deutsche Nachwuchsteams absolvierte.

## Karriere

### Vereine
Giefer wuchs im Blankenheimer Ortsteil Freilingen auf und begann das Fußballspielen beim 1. FC Oberahr. Von dort wechselte er zu TuRa Lommersdorf und dann zu Bayer 04 Leverkusen. Dort durchlief er die Jugendabteilungen und gewann 2008 mit seinem Team den DFB-Junioren-Vereinspokal. In der Saison 2008/09 kam er zu seinen ersten Einsätzen im Seniorenbereich für die zweite Mannschaft in der Regionalliga West. In der Spielzeit 2009/10 rückte er als dritter Torwart in den Profikader auf, spielte aber weiterhin für die zweite Mannschaft. Sein Bundesligadebüt gab er am 6. November 2009 (12. Spieltag) beim 4:0-Sieg im Heimspiel gegen Eintracht Frankfurt, nachdem sowohl der Stammtorhüter René Adler als auch der Ersatztorhüter Benedikt Fernandez ausgefallen waren. Auch in der Folgesaison erhielt er den Vorzug vor dem fünf Jahre älteren Fernandez, als Adler nicht spielen konnte. 2010/11 wurde er zweimal eingesetzt, als Leverkusen den 2. Platz in der Meisterschaft belegte. Am 1. Dezember 2010 gab Giefer sein Europapokaldebüt beim 1:0-Sieg im Gruppenspiel der UEFA Europa League gegen Rosenborg Trondheim.
Zur Saison 2012/13 wechselte Giefer nach neunjähriger Vereinszugehörigkeit zu einem anderen Verein. Er bekam auch ein Angebot von Rekordmeister FC Bayern München, entschied sich jedoch für den Wechsel zu Fortuna Düsseldorf. Beim Aufsteiger unterschrieb er einen Zweijahresvertrag bis zum 30. Juni 2014. Sein Pflichtspieldebüt für die Fortuna aus Düsseldorf gab er in der 1. Hauptrunde des DFB-Pokal beim 1:0-Sieg bei Wacker Burghausen.

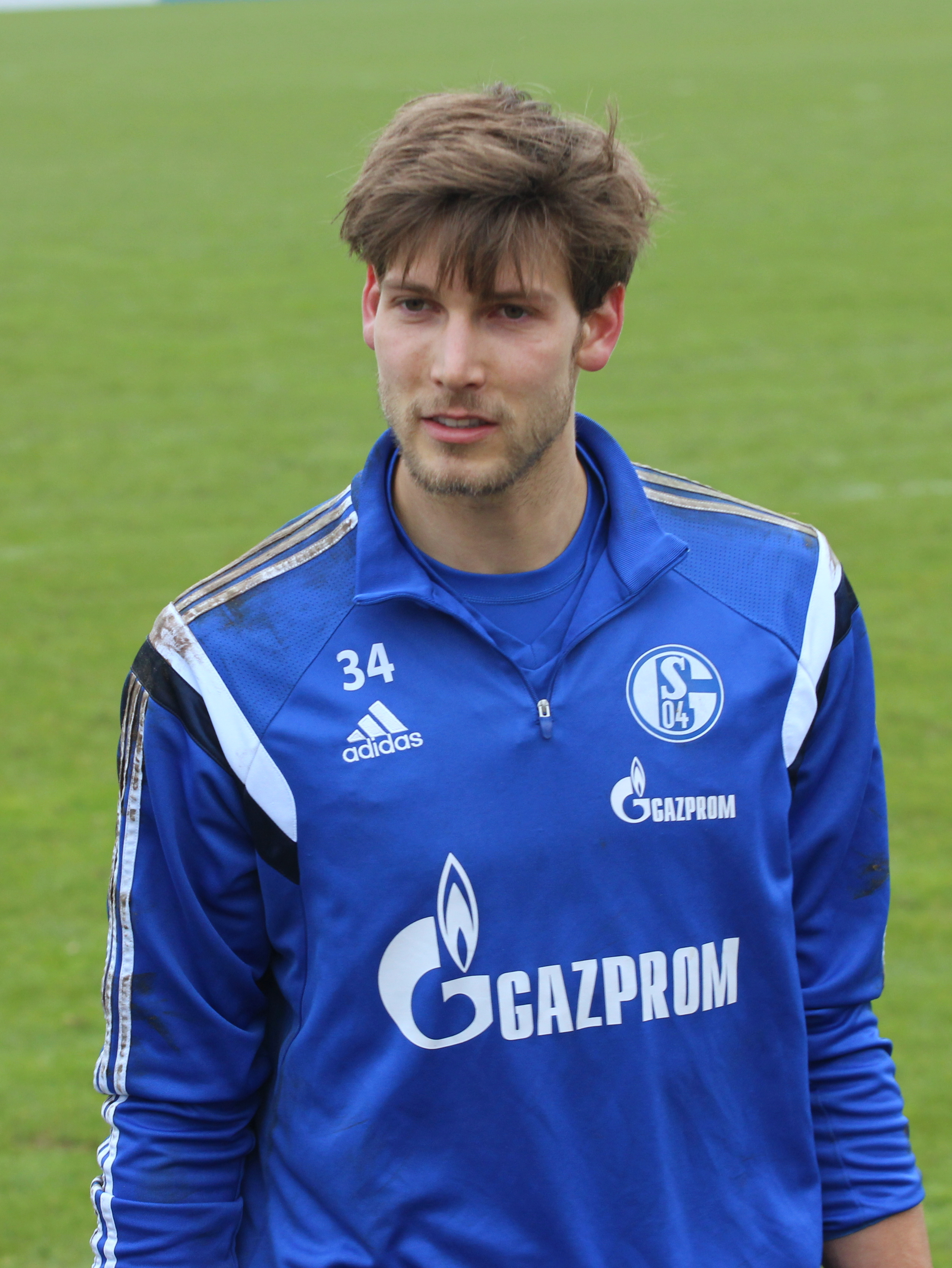
Fabian Giefer bei Schalke 04 (2015)

Im Mai 2014 wechselte Giefer zum FC Schalke 04. Dort erhielt er einen Vertrag bis zum 30. Juni 2018. Giefer ging als zweiter Torwart hinter Ralf Fährmann in die Saison. Sein Debüt für Schalke 04 gab er am 18. Spieltag der Saison 2014/15 im Heimspiel gegen Hannover 96 nach einer Verletzung von Fährmann.
In der Winterpause 2017 wurde Giefer in die Football League Championship, die zweite englische Liga, an Bristol City ausgeliehen. Sein Debüt für den Verein gab er am 21. Januar 2017 (27. Spieltag) bei der 0:1-Niederlage im Auswärtsspiel gegen Nottingham Forest.
Am 8. Juni 2017 wurde bekannt, dass Giefer nicht mehr zum FC Schalke 04 zurückkehrte und zum Ligakonkurrenten FC Augsburg wechselte. Bei den Fuggerstädtern erhält er einen Vertrag bis zum 30. Juni 2021. Das erste Spiel für seinen neuen Verein bestritt er am 25. August für die Zweitvertretung des FCA gegen den FC Bayern II in der Regionalliga; die Augsburger gewannen 5:1. Giefer war sowohl hinter Marwin Hitz wie auch hinter Tomáš Koubek stets nur Ersatz und hatte auch gegen Andreas Luthe das Nachsehen. Zwischen Sommer 2019 und 2020 stand Giefer sogar nur am letzten Spieltag im Spieltagskader.
Nach lediglich vier Pflichtspielen in drei Jahren löste Giefer seinen Vertrag in Augsburg Anfang August 2020 auf und unterschrieb ein zwei Jahre gültiges Arbeitspapier beim Zweitligaaufsteiger Würzburger Kickers. Nach dem Wiederabstieg im Sommer 2021 verließ er den Verein mit unbekanntem Ziel.

### Nationalmannschaft
2005 wurde Giefer zum ersten Mal in ein Juniorenauswahlteam des DFB berufen. In der U-17 war er fester Bestandteil der Nachwuchsnationalmannschaft und nahm mit ihr 2007 an der Europameisterschaft und der Weltmeisterschaft teil, bei der die deutsche Auswahlmannschaft den dritten Platz erreichte. Für die U-18-Nationalmannschaft spielte er einmal am 22. Mai 2008 in Herne beim 1:1-Unentschieden gegen die Auswahl der Türkei sowie einmal für die U-20-Nationalmannschaft am 17. November 2010 in Figline Valdarno beim 2:1-Sieg über die Auswahl Italiens.

## Erfolge
- 2007: Dritter der U17-Weltmeisterschaft
- 2008: DFB-Junioren-Vereinspokal-Sieger mit Bayer 04 Leverkusen
- 2009: Auszeichnung „Bester Torhüter“ des Länderpokals
- 2011: Zweiter der Meisterschaft mit Bayer 04 Leverkusen